# Rougeotiana kalisi
Rougeotiana kalisi är en fjärilsart som beskrevs av Louis Beethoven Prout 1935. Rougeotiana kalisi ingår i släktet Rougeotiana och familjen mätare. Inga underarter finns listade.